# 成明樞
成明樞（16世紀—1620年代），字環伯，號元岳，山東兗州府曹州人，明朝政治人物。

## 生平
萬曆己丑（1589年）九月初九日生。成明樞是萬曆三十四年（1606年）丙午科舉人，四十四年（1616年）成丙辰科三甲第一名進士，户部觀政，獲授太常寺博士，泰昌元年（1620年）十月擢任吏科給事中，上疏飭餉九則、糾察不稱職的官員。之後他出使封周藩，因為藩殿失火，周王朱肅溱讓他在郡邸行禮，他愕然說：「體統端正才能尊重朝廷，這些年周王在哪裡處理國事？」周王回答：「後殿。」他說：「可以了。」因此持節入禮。
兗州的白蓮教民攻打郡縣，成明樞請求選任將領專責，免得宦官監軍掣肘，數個月就平定亂事。天啓二年（1622年）遷官禮科都給事中，適逢冊封諸王，朝廷以秦王朱誼漶請封不合禮制一概停封，他上疏三次才得旨，立刻廷杖出言當封秦王的宦官。其後在內侍遲送來冬衣，在工部尚書公署起鬨，以及傳諭增選千名宦官兩事上，他都一一疏糾，三年陞太常寺少卿，死後得賜諭祭。

## 家族
曾祖成良貴。祖父成守讓。父成瀾，太常寺少卿。

## 引用
1. ↑  《山東通志》：成明枢，字元岳，曹州人。万历丙辰进士，由博士擢吏科，疏陈考选之法，宰衡是之。兖州妖莲起，破郡县，明枢请选将专任之，毋使中官监军等掣其肘，不数月而事定，朝野皆推重之。
2. 1 2  乾隆《曹州府志·卷十五·人物》：成明樞 字環伯，曹州人，萬歷丙辰進士。初授太常博士，擢吏科給事中，上飭餉九則及紏曠官，復考選，諸疏皆切中時弊。奉使封周藩，因藩殿失火，引明樞行禮郡邸，明樞愕然曰：「體統正而朝廷尊，王國年來統御國事於何所？」咸曰：「後殿。」明樞曰：「可矣。」乃持節入禮。兗州妖蓮起破郡縣，明樞請選將專任之，毋使中官監軍等掣其肘，不數月而事定。遷禮科都諫，會當冊封諸王，既以秦王請封於制不合，一概稽留；明樞聯疏三諫始得旨，立杖內監之言當封秦王者。後內侍冬衣給遲，鬨言於司空公署，復傳諭增選閹官千名，明樞並紏之。遷太常少卿，卒賜諭祭。
3. ↑  乾隆《曹州府志·卷十三·選舉》：萬曆三十四年丙午科（舉人）……成明樞 曹州人
4. ↑  《萬曆四十四年丙辰科進士履歷》：成明枢，元岳，書四房，己丑九月初九日生。曹州人，丙午三十三，会一百二十三，三甲一名。户部政，授太常寺博士，庚申十月授吏科給事中，辛酉升吏科右，本年升刑科左，壬戌升禮科都，癸亥升太常寺少卿，回籍。